# ピョートル・クバトキン
ピョートル・ニコラエヴィッチ・クバトキン（ロシア語: Петр Николаевич Кубаткин, ラテン文字転写: Pyotr Nikolaevich Kubatkin, 1907年 - 1950年10月27日）は、ソ連のチェキスト。中将。

## 経歴
エリザヴェトグラード県のコリベロフ鉱山の鉱夫の家庭に生まれる。1921年～1927年、鉱山で働く。1927年、コムソモールに加入。
1929年9月から国家保安機関に入り、国境軍で勤務する。1932年からオデッサ州の国家保安部署。1937年、内務人民委員部（NKVD）中央学校を卒業し、NKVD国家保安総局第4（秘密政治）課で働く。1939年、NKVD国家保安総局党委員会書記、同年、モスクワ州国家保安局長。
独ソ戦勃発後、ドイツ軍による包囲下のレニングラード州国家保安局長（1941年8月～1946年6月）を務めた。1945年に第2沿バルト戦線国家保安人民委員部全権代表を兼任する。
1946年6月～9月、対外諜報部を指揮する。1946年、ソ連国家保安省ゴメリ州局長。1946年からソ連最高会議代議員。1949年4月、サラトフ州執行委員会副議長に任命。
1949年7月2日、レニングラード事件と関連して逮捕される。1950年10月27日、銃殺。
1954年5月26日、名誉回復。

## パーソナル
レーニン勲章、赤旗勲章、一等クトゥーゾフ勲章、二等クトゥーゾフ勲章、労働赤旗勲章、赤星勲章2個、「NKVD功労職員」胸章を受賞。